# Czwórbój na Memoriale Bronisława Czecha i Heleny Marusarzówny
Czwórbój na Memoriale Bronisława Czecha i Heleny Marusarzówny był formułą zawodów powstałą z połączenia dyscyplin narciarstwa klasycznego oraz narciarstwa alpejskiego, w której rywalizowali zawodnicy od 1946 do 1951 w Zakopanem.
Puchar za zwycięstwo w Memoriale Bronisława Czecha i Heleny Marusarzówny był przyznawany zawodnikowi, którego suma punktów uzyskana podczas skoków narciarskich, biegu narciarskiego, slalomu specjalnego oraz biegu zjazdowego była najniższa. Według regulaminu zawodów puchar za zwycięstwo w Memoriale miał otrzymać na własność zawodnik, który wygra go pięć razy lub trzy razy z rzędu.

## Medaliści Memoriału Bronisława Czecha i Heleny Marusarzówny (czwórbój)
| Data | zjazd                                                                | slalom                                                                      | biegi                                                                      | skoki                                                                     | czwórbój                                                                  |
| --- | -------------------------------------------------------------------- | --------------------------------------------------------------------------- | -------------------------------------------------------------------------- | ------------------------------------------------------------------------- | ------------------------------------------------------------------------- |
| zob. kombinacja alpejska, kombinacja norweska, biegi narciarskie oraz skoki narciarskie na Memoriale Bronisława Czecha i Heleny Marusarzówny |                                                                      |                                                                             |                                                                            |                                                                           |                                                                           |
| Zawody krajowe |                                                                      |                                                                             |                                                                            |                                                                           |                                                                           |
| 11-14.03.1951 | 1. Maciej Popieluch 2. Stefan Dziedzic 3. Witold Stańco              | 1. Jan Gąsienica Ciaptak 2. Mieczysław Gąsienica Samek 3. Jan Miranowski    | 1. Józef Daniel Krzeptowski 2. Tadeusz Gąsienica Fronek 3. Tadeusz Kwapień | 1. Jan Kula 2. Leopold Tajner 3. Józef Daniel Krzeptowski                 | 1. Józef Daniel Krzeptowski 2. Stefan Dziedzic 3. Jan Gąsienica Ciaptak   |
| 11-14.03.1950 | 1. Stefan Dziedzic 2. Stanisław Wawrytko II 3. Jan Radkiewicz        | 1. Stefan Dziedzic 2. Maciej Popieluch 3. Stanisław Wawrytko II             | 1. Tadeusz Kwapień 2. Józef Daniel Krzeptowski 3. Stanisław Bukowski       | 1. Jan Kula 2. Józef Daniel Krzeptowski 3. Leopold Tajner                 | 1. Stefan Dziedzic 2. Józef Daniel Krzeptowski 3. Jan Kula                |
| 11-14.03.1949 | 1. Jan Gąsienica Ciaptak 2. Stanisław Wawrytko II 3. Stefan Dziedzic | 1. Mieczysław Gąsienica Samek 2. Andrzej Bachleda Curuś 3. Maciej Popieluch | 1. Tadeusz Kwapień 2. Stefan Dziedzic 3. Józef Daniel Krzeptowski          | 1. Jan Kula 2. Józef Daniel Krzeptowski 3. Jan Gąsienica Ciaptak          | 1. Józef Daniel Krzeptowski 2. Stefan Dziedzic 3. Tadeusz Kwapień         |
| 18-21.03.1948 | 1. Józef Marusarz 2. Stefan Dziedzic 3. Józef Daniel Krzeptowski     | 1. Józef Marusarz 2. Jan Gąsienica Ciaptak 3. Stanisław Wawrytko II         | 1. Stefan Dziedzic 2. Józef Daniel Krzeptowski 3. Tadeusz Kwapień          | 1. Józef Daniel Krzeptowski 2. Jan Gąsienica Ciaptak 3. Stanisław Karpiel | 1. Józef Daniel Krzeptowski 2. Stefan Dziedzic 3. Jan Gąsienica Ciaptak   |
| 08-11.04.1947 | 1. Stefan Dziedzic 2. Józef Chrobak/Tadeusz Kwapień                  | 1. Andrzej Bachleda Curuś 2. Józef Marusarz 3. Jan Gąsienica Ciaptak        | 1. Stefan Dziedzic 2. Janusz Kobylański 3. Tadeusz Kaczmarczyk             | 1. Jan Kula 2. Mieczysław Gąsienica Samek 3. Jerzy Schindler              | 1. Stefan Dziedzic 2. Jan Kula 3. Antoni Wieczorek                        |
| 07-10.03.1946 | 1. Jan Radkiewicz 2. Marian Woyna Orlewicz 3. Józef Marusarz         | 1. Jan Pawlica 2. Józef Marusarz 3. Jan Gąsienica Ciaptak                   | 1. Tadeusz Kwapień 2. Stefan Dziedzic 3. Marian Woyna Orlewicz             | 1. Mieczysław Gąsienica Samek 2. Jan Gąsienica Ciaptak 3. Stefan Dziedzic | 1. Stefan Dziedzic 2. Marian Woyna Orlewicz 3. Mieczysław Gąsienica Samek |

## Najwięcej razy na podium na Memoriale Bronisława Czecha i Heleny Marusarzówny (czwórbój)
| Miejsce | Imię i nazwisko            | Państwo | 1. miejsca | 2. miejsca | 3. miejsca | Razem |
| ------- | -------------------------- | ------- | ---------- | ---------- | ---------- | ----- |
| 1.      | Stefan Dziedzic            | Polska  | 3          | 3          | 0          | 6     |
| 2.      | Józef Daniel Krzeptowski   | Polska  | 3          | 1          | 0          | 4     |
| 3.      | Jan Kula                   | Polska  | 0          | 1          | 1          | 2     |
| 4.      | Marian Woyna Orlewicz      | Polska  | 0          | 1          | 0          | 1     |
| 5.      | Jan Gąsienica Ciaptak      | Polska  | 0          | 0          | 2          | 2     |
| 6.      | Mieczysław Gąsienica Samek | Polska  | 0          | 0          | 1          | 1     |
|         | Antoni Wieczorek           | Polska  | 0          | 0          | 1          | 1     |
|         | Tadeusz Kwapień            | Polska  | 0          | 0          | 1          | 1     |